# الدورة الرابعة للجمعية العامة للأمم المتحدة
افتتحت الدورة الرابعة للجمعية العامة للأمم المتحدة في 20 سبتمبر 1949  وانتهت في 30 يونيو 1950 في ميثوديست سنترال هول في لندن. كان رئيس الجمعية كارلوس بينا رومولو.

## روابط خارجية
- حولية الأمم المتحدة، 1948-1949
- افتتاح الجمعية العمومية الرابعة لأونو 1949. فيديو قصير.
- تقرير الدورة الثالثة: التقرير السنوي للأمين العام عن أعمال المنظمة، 1 تموز / يوليو 1948 - 30 حزيران / يونيو 1949[وصلة مكسورة]. 7 تموز / يوليو 1949، المحاضر الرسمية للجمعية العامة: الدورة الرابعة - الملحق رقم 1 (A / 930).